# Tarifverhandlung
Tarifverhandlungen werden im deutschen Arbeitsrecht die Verhandlungen zwischen den Tarifvertragsparteien (Arbeitgeber und Arbeitnehmer, üblicherweise Arbeitgeberverband und Gewerkschaft) in einer Branche mit dem Ziel genannt, für ein bestimmtes Tarifgebiet einen Flächentarifvertrag oder Firmentarifvertrag zur einheitlichen Entlohnung und für einheitliche Arbeitsbedingungen abzuschließen. Dadurch werden Mindeststandards insbesondere für Entgelt und Arbeitszeit im jeweiligen Geltungsbereich der vertretenen Arbeitnehmer vereinbart.
Der Staat greift hierbei nicht ein und erkennt somit die Tarifautonomie der Arbeitgeber- und Arbeitnehmervertretungen dafür an; er gibt lediglich Orientierungsdaten und regelt die Mindestnormen für Tarifverträge und Arbeitsbedingungen über Gesetze.
Tarifverhandlungen finden in der privaten Wirtschaft regional, d. h. im jeweiligen Tarifbezirk statt. Ausnahmen sind überregional geführte Spitzengespräche, wie sie im öffentlichen Dienst üblich sind. Tarifverhandlungen im öffentlichen Dienst finden regelmäßig statt, zumeist – je nach Tarifvertrag (TVöD, TV-L u. a.) – alle zwei Jahre. Verhandlungen können jedoch erst beginnen, wenn der alte Tarifvertrag abgelaufen ist oder fristgerecht gekündigt wurde. Die Gewerkschaften stellen für die erste Verhandlungsrunde ihre Forderungen auf, worauf die Arbeitgeber mit einem Angebot reagieren. Daraufhin folgen – oftmals lange – Verhandlungen, auf die schließlich ein Verhandlungskompromiss folgt, auf den sich Gewerkschaft und Arbeitgeber einigen.
Können sich Gewerkschaft und Arbeitgeberverband nicht einigen, organisieren die Gewerkschaften Warnstreiks. Dabei besteht aber eine Friedenspflicht, die besagt, dass bis einen Monat nach Ende des laufenden Tarifvertrags Streiks oder Warnstreiks tarifwidrig sind. Vor einem Streik findet eine Urabstimmung statt, wobei nur die jeweils betroffenen Gewerkschaftsmitglieder abstimmungsberechtigt sind. Dabei gilt in der Regel ein Quorum von 75 % „JA-Stimmen“ zur Zustimmung als notwendig. Beim Warnstreik ist dagegen keine Urabstimmung notwendig.
Kommt es zu keiner Einigung, kann ein Schlichtungsverfahren durchgeführt werden. Beide Tarifparteien müssen diesem Verfahren zustimmen, erst dann können sich Vertreter der beiden Parteien und mindestens ein neutraler Schlichter zusammensetzen. Auch hierbei herrscht die Friedenspflicht. Scheitert auch dieses Verfahren, kommt es zu einem Arbeitskampf mit Streiks und Aussperrung.
Am Ende steht dann der neue Tarifvertrag. Er gilt formal zwar nur für die Mitglieder der Vertragsparteien, wird aber zumeist auch auf die Nichtmitglieder (der Gewerkschaften/Arbeitgeberverbände) angewendet.
Folgendes kann darin – unter Beachtung gesetzlicher Bestimmungen – geregelt werden:
1. Höhe und Strukturen von Löhnen und Gehältern
2. Arbeitszeiten
3. Urlaub
4. Inhalt, Abschluss oder Beendigung von Arbeitsverhältnissen
5. sonstige Arbeitsbedingungen
6. Laufzeit des Tarifvertrags
7. Sonderzahlungen, Prämien